# Nanna Skantze
Nanna Skantze, född Svahn 6 mars 1870 utanför Växjö, död 1935 i Karlskrona, var en svensk företagsledare. Efter att maken Hugo Skantze dog blev hon majoritetsägare och styrelseordförande i Karlskrona Lampfabrik. Utöver sin företagsverksamhet bidrog Skantze till att bygga upp en kommunal socialvård i Karlskrona, och drev föreningen "De gamlas vänner".

## Biografi
Nanna Skantze föddes 1870 i en stuga vid Villa Vik strax norr om Växjö. Hennes mor var Jeanette Lekander, en 23 år gammal ogift kvinna. Hennes far var Johannes Svahn, som hade ytterigare en son och en dotter med Jeanette Lekander, vid sidan om sitt barnlösa äktenskap med Eva Wahlqvist. Några år gammal flyttade Nanna med mor och syskon till Rottne, där hon gick i skolan och inakcorderades i olika prästgårdar.
1886 flyttade Nanna Skantze till sin mor, som bodde i Karlskrona. Både Nanna och hennes broder Hannes började arbeta på Karlskrona Lampfabrik. Nanna ansvarade bland annat för att bokföra löner och beräkna ackord. Efter två år vid lampfabriken fick Hannes och Nanna en tolftedel vardera i Wahlqvistska Klädesfabriken av fadern Johannes Svahn. Nanna flyttade då till huvudkontoret på Trossö.
Under sin tid på lampfabriken hade Nanna dock träffat sin blivande make Hugo Skantze. De träffades första gången 1889. 1892 sade Nanna upp sig, för att förbereda giftermålet. De gifte sig i december 1893. Även om Svahn inte närvarade vid bröllopet bekostade han det. Efter bröllopet skulle de flytta in i en villa vid lampfabriken, men villan brann ner innan de hann flytta in, inklusive allt bohag. 1895 flyttade de istället in på Ronnebygatan 5 i centrala Karlskrona. Med Hugo Skantze fick hon sönerna Lars-Olof Skantze (född 1897) och Björn-Orvar Skantze (född 1910) samt fyra döttrar.
1894 tog Hugo Skantze över lampfabriken från Herman Skantze och Johannes Svahn, och han drev det tillsammans med Nanna. När Nanna var fyrtionio år gammal dog maken Hugo. Hon blev då majoritetsägare i lampfabriken, och var även dess styrelseordförande. Detta gav henne en årlig intäkt om 380 000 kronor, vilket var mer än 10 gånger den ordinarie industrianställdes lön i Sverige vid början av 1930-talet. Hon innehade aktier till ett värde av mer än 4 miljoner svenska kronor. Aktieinnehavet var i lampfabriken och ett bryggeri ägt av släktingar i Falkenberg, men annars huvudsakligen i lokala verksamheter. 1933 tog Lars-Olof Skantze över som fabrikör.
Utöver hennes verksamhet i lampfabriken var hon engagerad i uppbyggnaden av en kommunal socialvård i Karlskrona. Hon drev även föreningen "De gamlas vänner".